# Barbara Newhall Follett
Barbara Newhall Follett (gift Rogers), född 4 mars 1914, död okänt datum (försvunnen 7 december 1939), var en amerikansk författare.
Barbara Newhall Follett var dotter till engelskläraren och litteraturkritikern Wilson Follett (1887-1963) och författaren Helen Thomas Follett, vilka gav henne egen skolundervisning i hemmet under ledning av mamman. Hon gick heller inte senare i gymnasium.
Manus till Barbara Newhall Folletts debutroman,The House Without Windows, and Eepersip's Life There, sändes in till förläggaren våren 1926. Då var hon var tolv år gammal och hade skrivit på sitt manus på en liten bärbar skrivmaskin i fyra år. Hon hade börjat arbeta på boken 1923 som födelsedagspresent till sin mamma, men den första biten av manuset brann upp samma år. Boken, som kom ut våren 1927 – strax före hennes trettonårsdag – mottogs mycket positivt av i många dagstidningar och tidskrifter, bland annat av New York Times Review of Books och av Saturday Review of Literature En sak som fascinerade kritikerna lika mycket som själva boken, var det faktum att Barbara Newhall Follett som så ung hade skrivit boken på skrivmaskin och vad en sådan teknologi kunde åstadkomma. Hon hade fått skrivmaskinen redan när hon var fyra och hennes mamma hade tränat henne att använda den för att skriva på.
Hennes andra publicerade bok, The Voyage of the Norman D, as told by the cabin-boy, gavs ut våren 1928 då hon just fyllt 14 år. Den baserades på en seglats från New Haven till Nova Scotia med en timmerskonare, som hon gjorde i juli 1927. Den möttes av positiv, men inte översvallande kritik, och stadfäste hennes rykte som författare. Strax före utgivningen lämnade fadern familjen för att bosätta sig med en yngre kvinna, varefter modern och hon levde under knappa förhållanden. I september 1929 rymde hon, sedan hon lämnats ensam hos vänner till mamman i Kalifornien, gömde sig undan på ett hotell och skrev poesi. Hon efterlystes, hittades av polisen och historien kom ut i pressen och jämfördes med liknande händelser med andra underbarn. Efter den finansiella kraschen 1929, som föregick den stora depressionen, försvårades mammans ekonomiska situation än mer och Barbara fick vid 16 års ålder i mars 1930 ta arbete som maskinskriverska i New York. Mamman och hon gjorde under kommande år långa utlandsresor, vilka skildrades av Helen Follett i två reseberättelser utgivna 1932 och 1934.
Barbara Newhall Follett skrev två ej utgivna bokmanus fram till 1934, då hon som 19-åring gifte sig med Nickerson Rogers. Hon arbetade som sekreterare och gjorde långa resor som backpacker i Europa med sin man. Det unga paret bosatte sig i Brookline i Massachusetts. Efter att ha tillbringar en sejour med dansutbildning på Mills College i Oakland i Kalifornien, återvände hon hem 1939, misstänkte sin man för att vara otrogen och hamnade i en depression. Efter ett gräl med sin man lämnade hon hemmet i hast den 9 december 1939. Nickerson Rogers kontaktade polisen först efter två veckor och någon egentlig efterforskning gjordes aldrig. Hon återfanns inte, men polisen fann inte anledning att misstänka brott och omständigheterna kring försvinnande och hennes död har förblivit ouppklarade.
| ”                                                                                    | Åh! Havet tedde sig så som en levande varelse -- kallt, men med ett mäktigt, dunkande hjärta. Jag promenerade på havets hjärta; jag sov på det, och kunde alltid - natt och dag - känna det banka under mina fötter eller bakom min rygg. Eller kanske var det skeppets livsnerv, dess hjärta, som jag kände. För nu visste jag att vår skonare var i högsta grad levande. Hon hade i sig ett levande hjärta och en själ, mitt i snöyran på sina segel. | „ |
| – ur Barbara Newhall Follett: The voyage with the Norman D, as told by the cabin-boy | |   |

| ”                                          | Mina drömmar genomgår dödsryckningar. Jag trodde att de var tryggt begravna, men då och då rör de på sig i graven och får mina hjärtesträngar att vibrera. Jag tänker inte på någon särskild dröm, förstår du, utan hela den skinande samlingen drömmar, med sina regnbågsvingar, skimrande, lysande, uppstigande, härliga, sublima. Drömmarna dör för stålspjuten och pilarna som avsänts från en värld behärskad av tid och pengar | „ |
| – Barbara Newhall Follett, i ett brev 1930 | |   |

| ”                                                                        | Inte en katt var utomhus. Regnet strömmade ned med hårt ljud. Det hade för avsikt att göra New York, och dem som befann sig där, illa. Avloppsbrunnarna räckte inte till för att ta hand om det. De hade för länge sedan tröttnat på sin uppgift och gett upp. Men regnet brydde sig inte om dem... New York-bor hade aldrig bott i vanliga hus eller ens i borgar. De bodde i celler i klippor. De tog tiden för att koka sina ägg med hjälp av närmaste trafikljus. Om detta slutade att fungera, så fungerade inte äggkokningen heller... Jag tycker inte om civilisation, sade hon till regnet. | „ |
| – Inledning till Barbara Newhall Folletts opublicerade roman Lost Island | |   |